# В лесах под Ковелем
«В лесах под Ковелем» — советский художественный телефильм, 1984 год, 195 мин, 3 серии. Съёмки проходили в Киевской области с начала февраля 1984 года.

## Сюжет
Трёхсерийный телевизионный фильм «В лесах под Ковелем» (киностудия им. А. Довженко) снят на основе мемуаров генерал-майора А. Ф. Фёдорова, дважды Героя Советского Союза. Он повествует о партизанском движении на Украине во время Великой Отечественной войны, являясь продолжением телефильма «Подпольный обком действует», поставленного по одноимённой книге воспоминаний. События фильма разворачиваются в 1943 году, в районе Ковельского железнодорожного узла.

## В ролях
- Алексей Булдаков — А. Ф. Фёдоров[K 1]
- Виктор Уральский — М. И. Калинин
- Игорь Слободской — начальник штаба
- Валентин Черняк — Д. С. Коротченко
- Анатолий Гурьев — Владимир Павлов
- Виктор Фокин — Всеволод Клоков
- Леонид Белозорович — Николай Трофимов
- Наталья Сумская — Марина
- Борис Халеев — Иван Петрович Медуха (прообраз - генерал Сысоев)
- Александр Костылев — Тарас
- Евгений Пашин — Николай Слупачек
- Станислав Рий — Эдуард Чемоданов
- Владимир Шпудейко — Миша Глазок
- Осип Найдук — Пётр Салоид
- Владимир Антонов — Олесь Петрович Зеневич
- Геннадий Болотов — Владимир Николаевич Дружинин, комиссар отряда
- Алексей Колесник — лейтенант Груздев
- Виталий Дорошенко — старший лейтенант Егоров